# Rezolucja Rady Bezpieczeństwa ONZ nr 43
Rezolucja Rady Bezpieczeństwa ONZ nr 43, przyjęta jednogłośnie 1 kwietnia 1948 r.
Odnotowuje narastającą przemoc i niepokój w Palestynie, wzywa Agencję Żydowską i Arabski Komitet Wyższy do wysłania przedstawicieli do Rady Bezpieczeństwa w celu zawarcia rozejmu między społecznościami arabskimi i żydowskimi w Palestynie. Rezolucja wzywa także uzbrojone grupy arabskie i żydowskie do natychmiastowego zaprzestania aktów przemocy.

## Tekst
- Rezolucja nr 43 w języku francuskim
- Rezolucja nr 43 w języku angielskim